# Олмо Торто (Козенца)
Олмо Торто је насеље у Италији у округу Козенца, региону Калабрија.
Према процени из 2011. у насељу је живело 16 становника. Насеље се налази на надморској висини од 9 м.